# Diabo-da-tasmânia
O diabo-da-tasmânia ou demônio-da-tasmânia (nome científico: Sarcophilus harrisii, do grego, sarx, carne + philos, amigo; e harrisii, em homenagem a George Harris) é um mamífero marsupial da família Dasyuridae, endêmico da ilha da Tasmânia, Austrália. Através do registro fóssil, sabe-se que a espécie habitou também a Austrália continental, onde se extinguiu há cerca de três mil anos. As causas desse desaparecimento são desconhecidas, mas acredita-se que tenha sido influenciado pela introdução do dingo, pela chegada e expansão dos aborígenes e por influência climática de El Niño durante o Holoceno.
Com uma aparência de urso, que lhe rendeu a descrição científica de Didelphis ursina, é um animal robusto e musculoso. Sua pelagem é escura com manchas brancas na região da garganta, das bochechas e lombar. Os dentes molares são adaptados à sua dieta de carniça. É um caçador pouco eficiente, preferindo animais de pequeno porte. Pode ser encontrado em vários tipos de habitat, incluindo áreas urbanas, mas prefere bosques costeiros e florestas esclerófitas. Noturno e solitário, habita uma área de vida definida, mas não tem tendências territoriais. Ocasionalmente, vários animais se reúnem para se alimentar de uma carcaça, gerando interações agressivas. Promíscuos, acasalam-se uma vez ao ano, gerando ninhadas de dois a quatro filhotes, que são desmamados aos oito meses de idade. É o maior marsupial carnívoro existente, após a extinção do tilacino, e possui convergência ecomorfológica com as hienas.
Inicialmente, o animal foi visto pelos colonizadores europeus como uma ameaça aos rebanhos domésticos, sendo então caçado e envenenado, com significativa redução populacional. Em 1941, a espécie foi oficialmente protegida e os números começaram a aumentar. No final da década de 1990, uma doença neoplásica reduziu drasticamente a população e agora ameaça a sobrevivência da espécie, que, em maio de 2009, foi declarada em perigo de extinção. Programas de manejo estão sendo conduzidos pelo governo da Tasmânia para reduzir o impacto da doença, incluindo uma iniciativa para formar um grupo de diabos-da-tasmânia saudáveis em cativeiro, isolados da doença. O animal é o símbolo da Tasmânia e de muitas organizações, grupos e produtos associados ao Estado. Ficou popularmente conhecido através do personagem Taz dos desenhos animados Looney Tunes. Dadas as restrições de exportação e o fracasso das tentativas de reprodução da espécie no exterior, quase não há indivíduos fora da Austrália.

## Nomenclatura e taxonomia

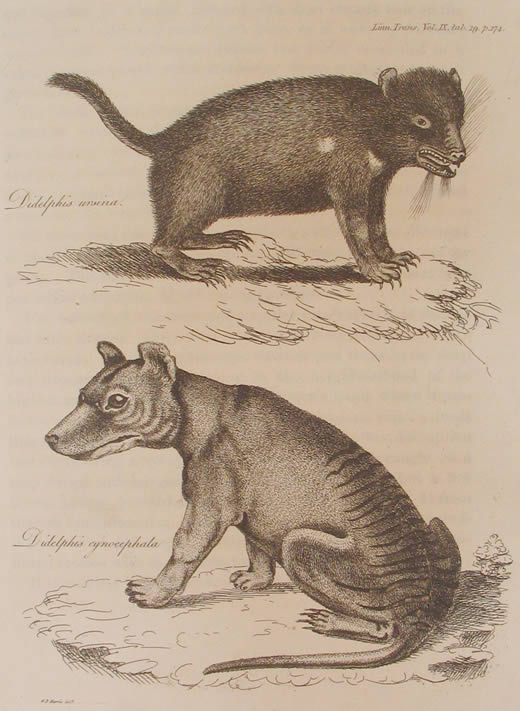
Gravura do Didelphis ursina e Didelphis cynocephala publicada em 1808, junto da descrição de George Harris.

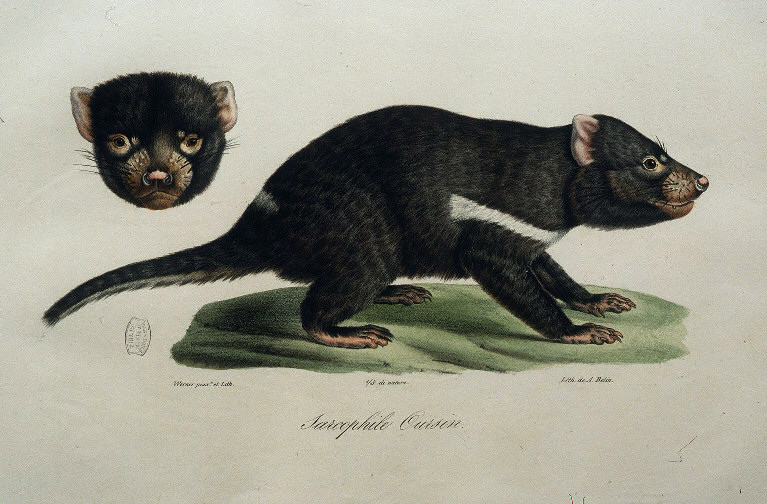
Gravura do "Sarcophile oursin" publicada no "Histoire Naturelle des Mammifères" em 1837 por Frédéric Cuvier.

Os aborígines tasmanianos deram ao animal vários nomes, incluindo purinina ou tardiba, que nada têm a ver com o termo demônio.
O naturalista George Harris fez a primeira descrição do diabo-da-tasmânia em 1808, nomeando-o Didelphis ursina, por lembrar a aparência de um urso, devido às orelhas arredondadas. Em 1810, Étienne Geoffroy Saint-Hilaire recombinou o nome científico para Dasyurus ursinus alegando uma maior relação entre o diabo e as espécies do gênero Dasyurus. Frédéric Cuvier, em 1837, descreveu o gênero Sarcophilus para o ursinus, alegando que a espécie era mais próxima ao Thylacinus que ao Dasyurus, porém com características distintivas o suficiente para garantir a descrição de um novo gênero. Em 1838, Richard Owen descreveu uma espécie fóssil, Dasyurus laniarius, com base em espécimes do Pleistoceno coletados na caverna Wellington, em Nova Gales do Sul.
Como o nome proposto por Harris, já estava pré-ocupado pelo Didelphis ursina descrito por George Shaw em 1800, ele foi substituído para Ursinus harrisii por Pierre Boitard em 1841. Em 1903, Oldfield Thomas, sem ter conhecimento da substituição feita por Boitard, renomeou o Didelphis ursina de Harris para Sarcophilus satanicus, mas em 1913, reconhecendo que o harrisii antecede sua nomeação, recombina o Ursinus harrisii para Sarcophilus harrisii, estabelecendo a combinação válida para a espécie.
Werdelin, em uma revisão taxonômica publicada em 1987, determinou que as espécies do Pleistoceno e as do Holoceno não possuíam características distintas marcantes e deviam ser consideradas como uma única espécie, cujo nome seria Sarcophilus laniarius (1838), que possuía prioridade sobre Sarcophilus harrisii (1841). O trabalho de Werdelin não foi muito aceito pela comunidade científica, e ambos os nomes foram usados para o diabo-da-tasmânia no decorrer dos anos. Colin Groves, na segunda edição do "Mammals Species of the World" de 1993, utilizou o nome Sarcophilus laniarius para a espécie, entretanto, na terceira revisão de 2005, tornou a usar Sarcophilus harrisii, deixando o nome S. laniarius para a espécie fóssil, que deveria ser retida como uma espécie distinta já que as medidas da espécie fóssil e atual não coincidem em muitas variáveis.
O diabo-da-tasmânia é uma espécie politípica, possuindo duas subespécies reconhecidas: S. h. harrisii, da Tasmânia, e S. h. dixonae, um táxon extinto descrito por Werdelin (1987) com base em material subfóssil encontrado em Nelson Bay, Vitória. Análises filogenéticas demonstraram que o diabo tem maior relação com as espécies do gênero Dasyurus do que com o Thylacinus, ao contrário do que postulou Frédéric Cuvier em 1837.

## Distribuição geográfica e habitat
O diabo-da-tasmânia é endêmico da Austrália, onde pode ser encontrado apenas na ilha da Tasmânia e algumas ilhas costeiras próximas, como Robbins, Bruny e Badger. A população da Ilha Bruny sobreviveu até meados do século XIX, não havendo mais registros para a espécie após 1900. A população da Ilha Badger foi ilegalmente introduzida na metade da década de 1990, sendo removida em agosto de 2007. Registros subfósseis indicam também a presença da espécie na ilha Flinders até o início do século XIX.
A espécie extinguiu-se no continente australiano entre 3 000 e 4 000 anos a.p. Dentre os fatores que a levaram à extinção, três hipóteses são levantadas:

(1) competição com os dingos por alimento, 
(2) pressão sofrida pela expansão dos aborígenes, 
(3) mudança climática em decorrência da intensificação da Oscilação Sul-El Niño (OSEN).
Mas felizmente, os demonios da tasmânia foi reintoduzidos para Austrália depois de 3000 anos.
O S. harrisii estava bem distribuído através da Austrália durante o Pleistoceno, declinando e ficando restrito a três populações remanescentes durante o Holoceno Médio, há cerca de 3 000 anos. Uma no norte, próxima a Darwin, Território do Norte, baseada em um único registro fóssil e na arte rupestre. Uma no sudoeste da Austrália Ocidental baseada em registros descritos por diversos autores. E uma no sudeste, baseada em registros feitos em várias localidades que vão do delta do rio Murray até as vizinhanças de Port Phillip, Vitória. Em 1972, um dente fóssil encontrado na região de Augusta, Austrália Ocidental, foi datado tendo entre 430±160 anos de idade, entretanto, essa datação radiométrica foi rejeitada em 2006, devido a incertezas quanto à origem do depósito onde foi encontrado o dente, especialmente porque os outros achados do mesmo sítio foram datados com cerca de 3 000 anos.
No século XXI, tem vindo a ser reintroduzido em território continental. Em setembro de 2020, havia um total de 26 diabos da Tasmânia. Em 2021, os animais já se estão a reproduzir em território continental, mais concretamente no Santuário de Vida Selvagem Barrington, em Nova Gales do Sul onde nasceram sete diabos da Tasmânia em estado selvagem.
Os diabos podem ser encontrados em todos os habitats da ilha da Tasmânia, incluindo os arredores das áreas urbanas, mas preferencialmente habita bosques costeiros e florestas esclerófilas. O "núcleo" da distribuição, onde se concentram as maiores densidades populacionais, está localizado nas zonas com precipitação anual de baixa a moderada do leste e norte da ilha. Densas florestas úmidas de eucalipto, áreas alpinas, brejos densos e úmidos e pastagens abertas suportam apenas baixas densidades populacionais. Diabos também evitam encostas íngremes e áreas rochosas.

## Características
| Ficha técnica       |                     |
| Peso                | 5,5 - 11,8 (Machos) |
| Peso                | 4,1 - 8,1 (Fêmeas)  |
| Comprimento (média) | 652 mm (Machos)     |
| Comprimento (média) | 570 mm (Fêmeas)     |
| Cauda (média)       | 258 mm (Machos)     |
| Cauda (média)       | 244 mm (Fêmeas)     |
| Tamanho de ninhada  | 2 - 4               |
| Gestação            | 14 - 22 dias        |
| Desmame             | 8 meses             |
| Maturidade sexual   | 11 meses (Machos)   |
| Maturidade sexual   | 2 anos (Fêmeas)     |
| Longevidade         | 5 - 6 anos          |

O diabo-da-tasmânia possui uma aparência superficial de urso, exceto pela cauda. Possui porte robusto, com uma cabeça curta, larga e musculosa, focinho curto e orelhas arredondadas. As orelhas são peludas com tufos bem demarcados na base. Sua pelagem é de castanha escura a negra, exceto pela mancha branca na região da garganta e por uma ou duas manchas nas regiões lombar e lateral do corpo. Cerca de 16% dos animais apresentam melanismo, ou seja, são completamente negros, sem qualquer tipo de mancha.
Os membros dianteiros tendem a ser maiores que os traseiros. O primeiro dedo do pé está ausente, fazendo com que o diabo tenha 5 dedos nas mãos e apenas 4 nos pés. As garras não são retráteis. A cauda, não-preênsil, curta e uniformemente coberta de pelos, tem importante papel na fisiologia, no comportamento social e na locomoção. Ela funciona como um depósito de gordura, e diabos saudáveis tendem a ter caudas grossas, e age como um contrapeso que ajuda a dar estabilidade quando o animal se movimenta rapidamente. Glândulas ad-anais na base da cauda são usadas na demarcação e na comunicação social pelo seu odor forte e característico.

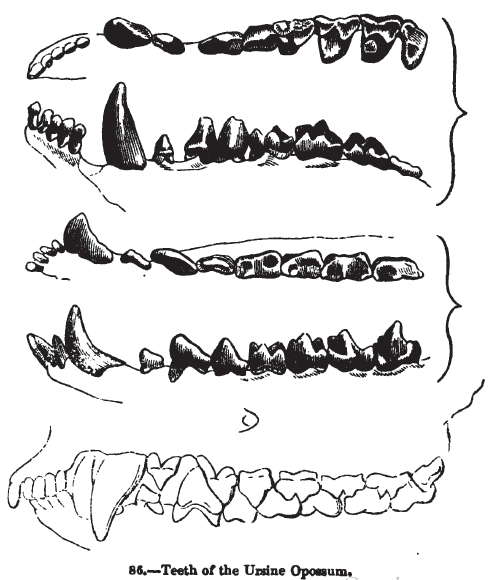
Dentição do diabo-da-tasmânia.

O crânio e os dentes são maciços e resistentes. A dentição assemelha-se a dos marsupiais fósseis e aos gambás sul-americanos. Os quatro molares são bem desenvolvidos e adaptados, permitindo que o diabo triture ossos e rasgue carne, os três primeiros têm formato triangular, enquanto os dois últimos são análogos ao dente carniceiro dos carnívoros placentários. Os caninos são proeminentes e mais arredondados e os pré-molares são bem reduzidos. Machos têm caninos mais fortes que as fêmeas, provavelmente por causa da dominância sexual exercida na estação reprodutiva. A fórmula dentária é {\displaystyle {\tfrac {4.1.2.4}{3.1.2.4}}\times 2=42}.
As fêmeas possuem 4 mamas e o marsúpio é completamente fechado e voltado para trás na estação reprodutiva, ao contrário da maioria das espécies da família. O tamanho varia consideravelmente com o habitat, a dieta e a idade. Os machos são geralmente maiores que as fêmeas.
Longas vibrissas se estendem na face e no topo da cabeça, e têm função sensorial na localização de presas e de outros indivíduos da espécie. A audição é o sentido dominante, mas o olfato também é apurado, alcançando distâncias de até 1 km. Devido ao hábito noturno, a visão é fortemente monocromática, conseguindo detectar objetos em movimento rapidamente, mas tendo dificuldade para visualizar objetos estacionários.

## Ecologia e comportamento

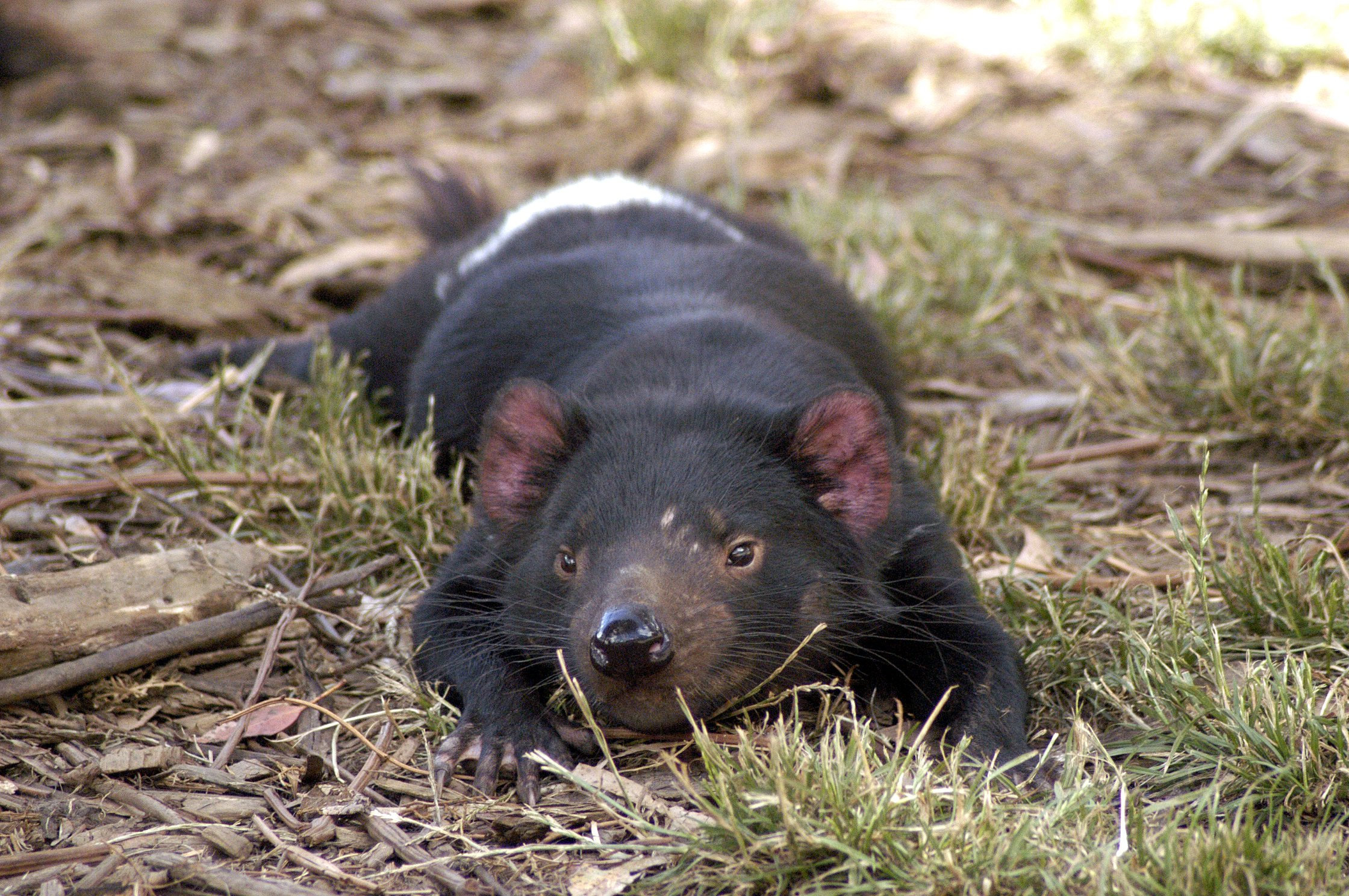
Embora noturno, o diabo-da-tasmânia aprecia banho de sol.

O diabo-da-tasmânia é um animal de hábito noturno e crepuscular. Ambos os sexos constroem ninhos com gravetos e folhas em buracos cavados pelos próprios ou tocas de vombates vazias, onde passam o dia. Em áreas tranquilas podem ser vistos tomando banho de sol. Apresenta um comportamento solitário, com interações macho-fêmea na estação reprodutiva. Fora dessa época as interações entre fêmeas é um pouco comum, mas entre machos é rara. Ocasionalmente, quando os indivíduos se reúnem em torno de uma carcaça, eles interagem de modo agressivo, mas não apresentam um sistema de hierarquia social. Quando reunidos utilizam-se de um repertório para comunicação social que incluiu posturas, vocalizações e utilização de urina e secreção glandular. Em condições de cativeiro, os diabos-da-tasmânia organizam-se num sistema hierarquizado.
Não possui comportamento territorial, apesar de habitar uma área de vida definida, que frequentemente se sobrepõe a áreas de indivíduos do mesmo sexo ou do sexo oposto. A localização e o tamanho dessa área depende basicamente da disponibilidade de alimento. Uma típica área de vida é estimada em 13 km², variando entre 4 e 27 km². Não há registros de movimentos sazonais, embora no inverno os animais se movimentem mais a procura de alimento. Ocupa diferentes tocas, mudando a cada 1-3 dias, percorrendo uma distância entre elas que pode variar de 3,2 km a 8,6 km, sempre à noite.
Com a extinção do tilacino em 1936, o diabo-da-tasmânia tornou-se o maior marsupial carnívoro existente. O tilacino representava um importante predador, tanto de adultos quanto de filhotes de diabos. Os juvenis são predados por águias (Aquila audax fleayi), corujas (Tyto novahollandiae), Dasyurus maculatus e por cães domésticos e errantes. O diabo possui uma função ecológica no ecossistema, limpando as carcaças do ambiente, evitando assim a proliferação de moscas-varejeiras e outras pragas, como Vespula germanica e Oncopera spp., e controlando as populações da raposa-vermelha e de cães e gatos errantes. Através de uma convergência ecomorfológica, o diabo e a hiena compartilham uma mandíbula e dentes fortes, capazes de triturar ossos, além de hábitos carniceiros, desempenhando papéis semelhantes nos diferentes ecossistemas. O diabo possui distribuição simpátrica com duas espécies do gênero Dasyurus, D. maculatus e D. viverrinus, mas apenas com o primeiro compete diretamente por alimento.

## Dieta e hábitos alimentares

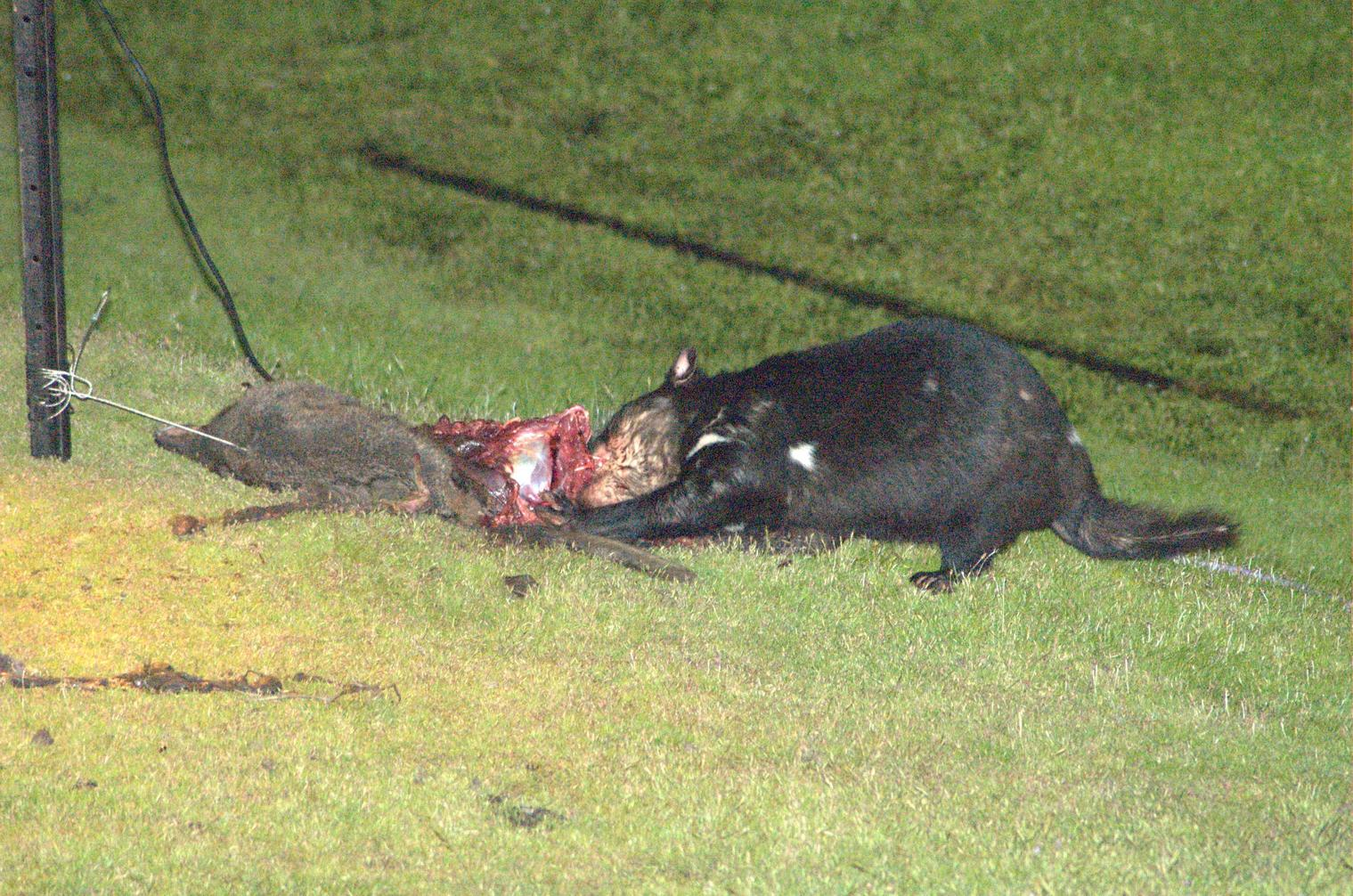
Diabo-da-tasmânia se alimentando de um pequeno canguru atropelado (2006).

A dieta da espécie é bastante variável e depende da disponibilidade de alimento, e inclui uma grande variedade de vertebrados e invertebrados, como também frutos e plantas. Grande parte da alimentação é derivada de pequenos a médios cangurus dos gêneros Macropus, Wallabia, Thylogale, Bettongia e Potorous, vombates (Vombatus ursinus), carneiros e coelhos. Geralmente consumindo as carcaças de animais atropelados ou mortos por outras causas. O diabo não é um caçador eficiente, e quando caça, geralmente ataca animais de pequeno porte, como aves, sapos, répteis, vombates, cangurus pequenos, cordeiros fracos e doentes. Em média, o diabo come cerca de 15% do seu peso corporal por dia, embora possa ingerir mais de 40% caso tenha a oportunidade.

## Reprodução

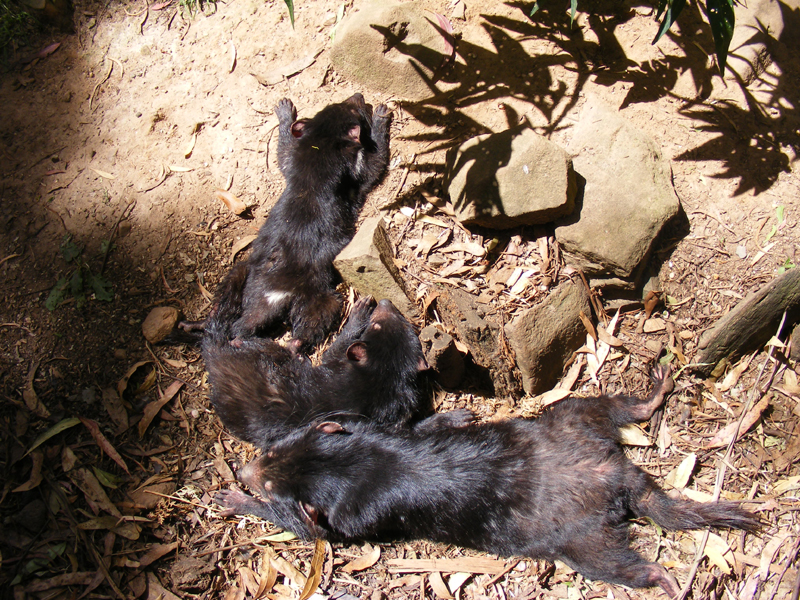
Três filhotes tomam banho de sol (2007).

O diabo-da-tasmânia tem hábitos promíscuos e se reproduz uma vez ao ano entre os meses de fevereiro e junho. Em estudos mais antigos, a estação reprodutiva era mais curta, concentrando-se nos meses de fevereiro e março. O período gestacional varia entre 14 a 22 dias e resulta numa ninhada de 2 a 4 filhotes. Como na maioria dos marsupiais, o restante do desenvolvimento ocorre no interior do marsúpio. Até os 90 dias, as crias ficam agarradas às mamas, aos 105 dias deixam o marsúpio pela primeira vez e são desmamadas aos 8 meses.
Os machos disputam as fêmeas na estação reprodutiva e a fêmea se acasala com o macho dominante. O maior contato entre os indivíduos nessa época resultada em maiores taxas de lesões como resultado da agressão intra/inter-sexual. O acasalamento se dá tanto de dia como de noite. As fêmeas normalmente atingem a maturidade sexual aos dois anos de idade, entretanto, devido ao aparecimento da doença tumoral facial, a maturidade já pode ser observada no primeiro ano de vida.

## Genética
O diabo-da-tasmânia tem uma baixa diversidade genética quando comparado a outros marsupiais australianos e a placentários carnívoros. Este achado é consistente com o efeito fundador insular, mas reduções populacionais pré-doença também podem ter colaborado. Embora a sobrevivência e reprodução da espécie não seja comprometida por essa baixa diversidade, ela pode reduzir a resistência a doenças. A falta de diversidade no complexo principal de histocompatibilidade (MCH) é possivelmente um dos principais fatores atrás da disseminação do tumor facial.
As populações de diabos do noroeste e do leste são geneticamente distintas. O fluxo gênico pode ser reduzido por barreiras naturais à dispersão, entretanto, essas barreiras não são intransponíveis. Os diabos do noroeste também possuem um MHC ligeiramente distinto dos diabos do leste. Em junho de 2011, foi divulgada a análise do sequenciamento total do genoma de dois exemplares da espécie, um do noroeste e um do sudeste da ilha, e também do tumor presente no indivíduo do sudeste. O sequenciamento do genoma tem como objetivo ajudar no manejo genético da espécie a fim de preservar a diversidade genética nas populações futuras.

## Conservação

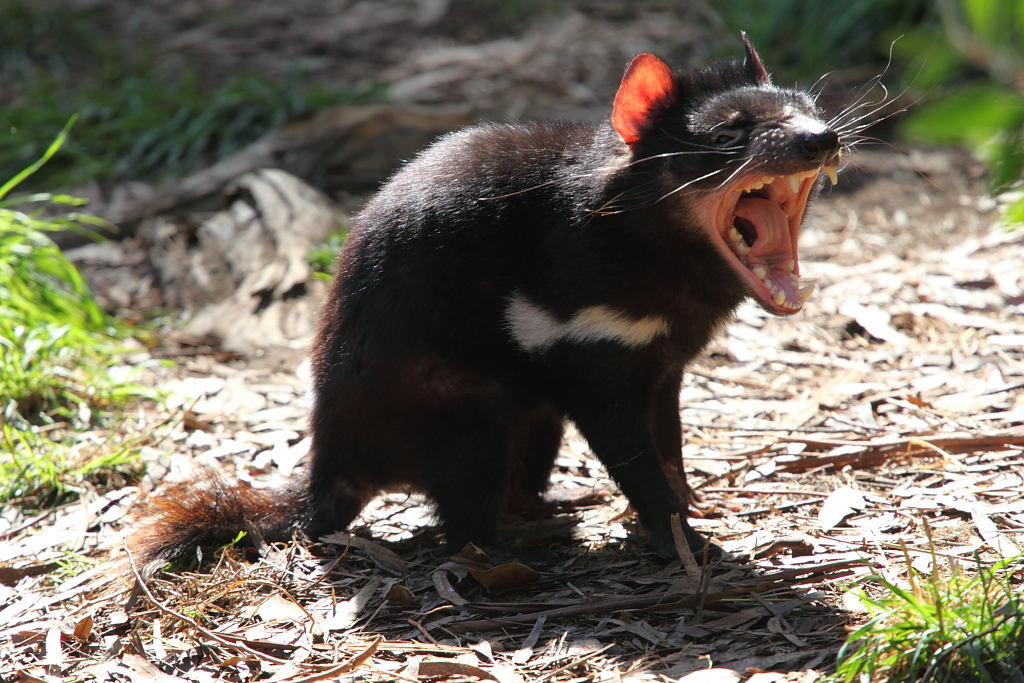
Diabo-da-tasmânia no Cleland Wildlife Park, próximo à cidade de Adelaide.

A espécie foi listada como vulnerável sob o Threatened Species Protection Act 1995 da Tasmânia em 2005 e pelo Environment Protection and Biodiversity Conservation Act 1999 da Austrália em 200, entretanto, essa categoria foi retificada em 2009 para em perigo. A União Internacional para a Conservação da Natureza e dos Recursos Naturais (IUCN), que classificava o S. harrisii como pouco preocupante em 1996, reclassificou-o em 2009 como em perigo.
Historicamente, os colonizadores europeus consideraram o diabo-da-tasmânia uma praga que atacava e matava as aves domésticas e os cordeiros. Como consequência, foi intensivamente caçado por vários anos até a proteção oficial em junho de 1941, quando a população começou a se recuperar gradualmente.
Registros indicaram baixas densidades populacionais ao menos três vezes nos últimos 150 anos (nas décadas de 1850, 1900 e 1940), com recuperação levando de duas a três décadas. Sem nenhum agente causal identificado. Estimativas populacionais feitas na metade da década de 1990 indicavam entre 130 000 e 150 000 indivíduos, com aproximadamente 50% de adultos, entretanto os números são considerados superestimados. A doença tumoral já reduziu a população total em mais de 70%, incluindo toda a metade oriental da ilha onde já causou uma redução de mais de 90%. A extinção na natureza é uma possibilidade real de acontecer entre 25 a 35 anos, caso a neoplasia continue se espalhando.
A principal ameaça que atinge o diabo-da-tasmânia é a doença do tumor facial. Outras ameaças conhecidas são: atropelamento, caça ilegal, perda do habitat e competição com a raposa-vermelha. No passado pré-doença eram as principais causas de mortalidade e controle populacional da espécie.

### Tumor facial

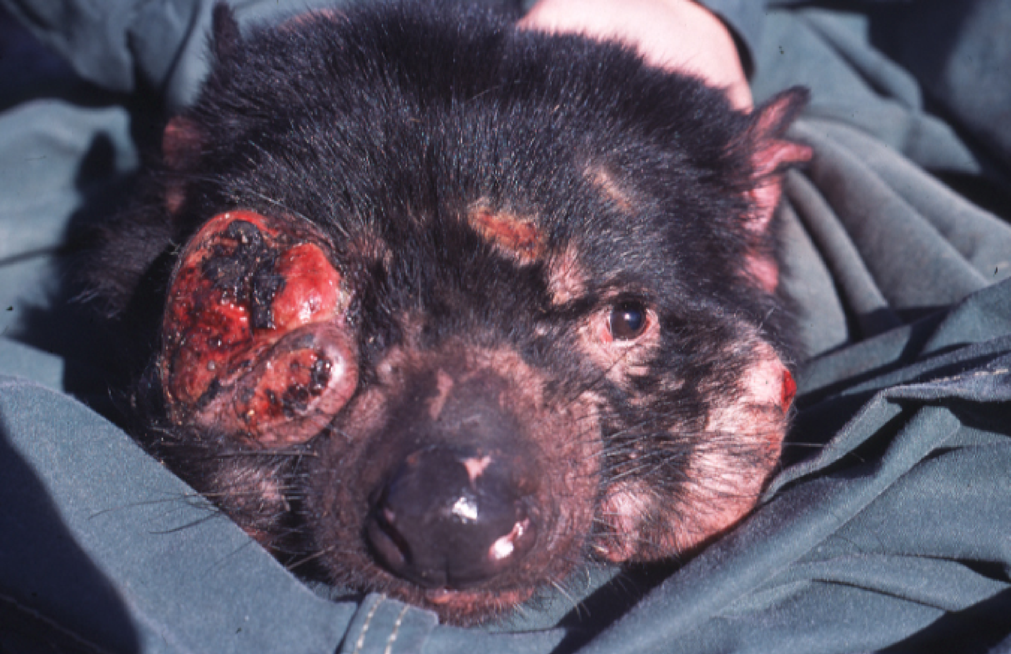
O tumor facial causa tumorações em torno da boca, levando o animal à morte por inanição e sepse (2006).

Visto pela primeira vez em 1996 na região nordeste, no Parque Nacional Monte William, a doença do tumor do diabo-da-tasmânia (DTD) tem devastado os diabos selvagens na Tasmânia, com estimativas de impacto variando de 20% para mais de 50% de declínio na população, e com mais de 65% do território afetado até 2004. A área costeira ocidental e o extremo noroeste são os únicos lugares onde os demônios estão livres do tumor.
A doença é exclusiva do S. harrisii, não afetando outras espécies próximas como o Dasyurus viverrinus. O tumor facial é um câncer transmissível, o que significa que ele é passado de um animal infectado para outro sadio através do contato físico. A neoplasia inicia-se com pequenas lesões e nódulos dentro e ao redor da boca (lábios e mucosa oral), evoluindo rapidamente para  grandes tumores na face, pescoço e ombros, com metástase para vários órgãos. Os diabos infectados morrem três a oito meses após o aparecimento das lesões, por septicemia derivada de infecção secundária, inanição ou falência de múltiplos órgãos. A taxa de mortalidade é de 100%. Não foi detectada imunidade ou resistência frente às células cancerosas. O tumor tem origem clonal monofilética e é derivado das células de Schwann.

### Outras ameaças

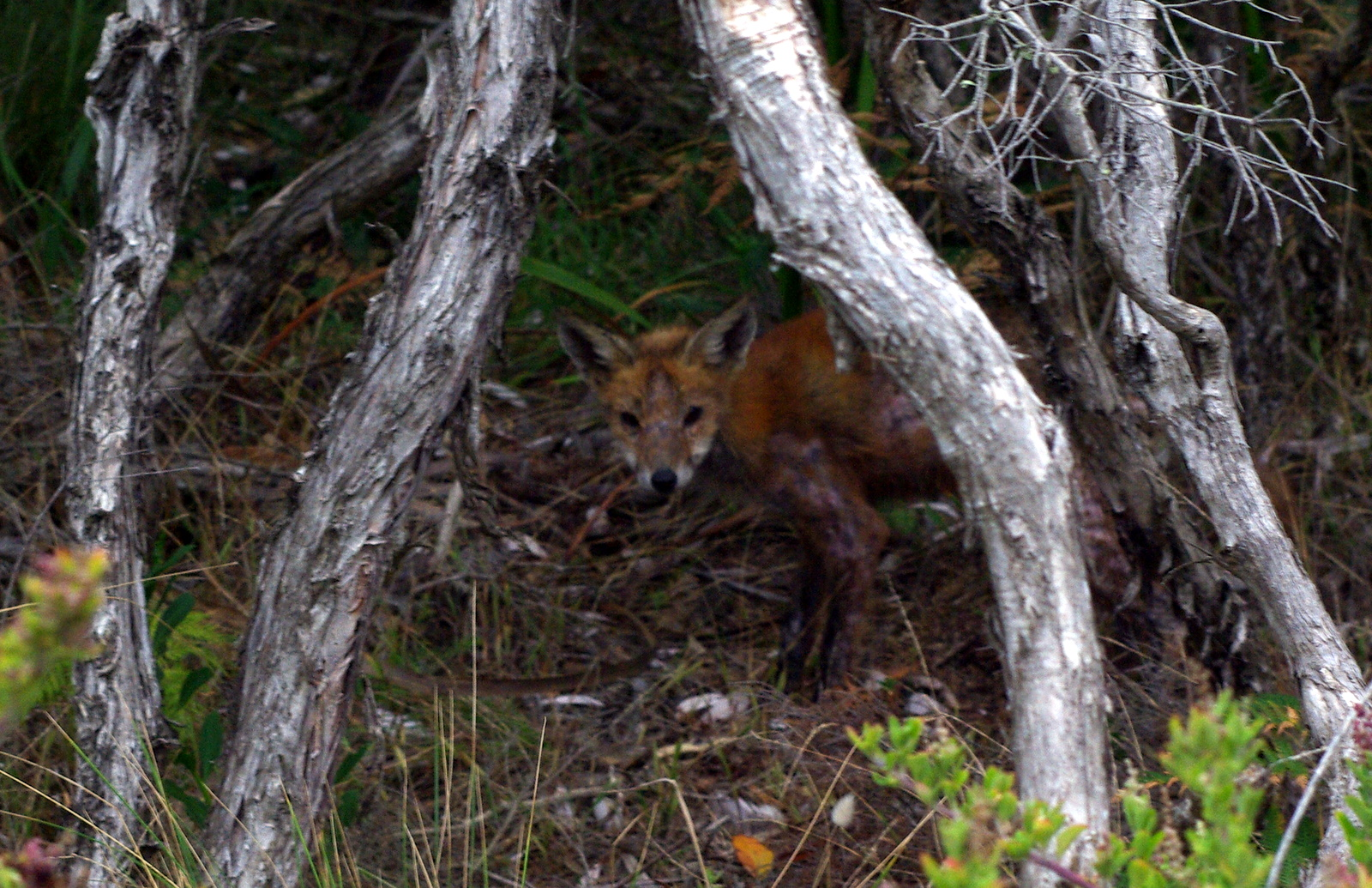
Raposa-vermelha na Austrália continental.

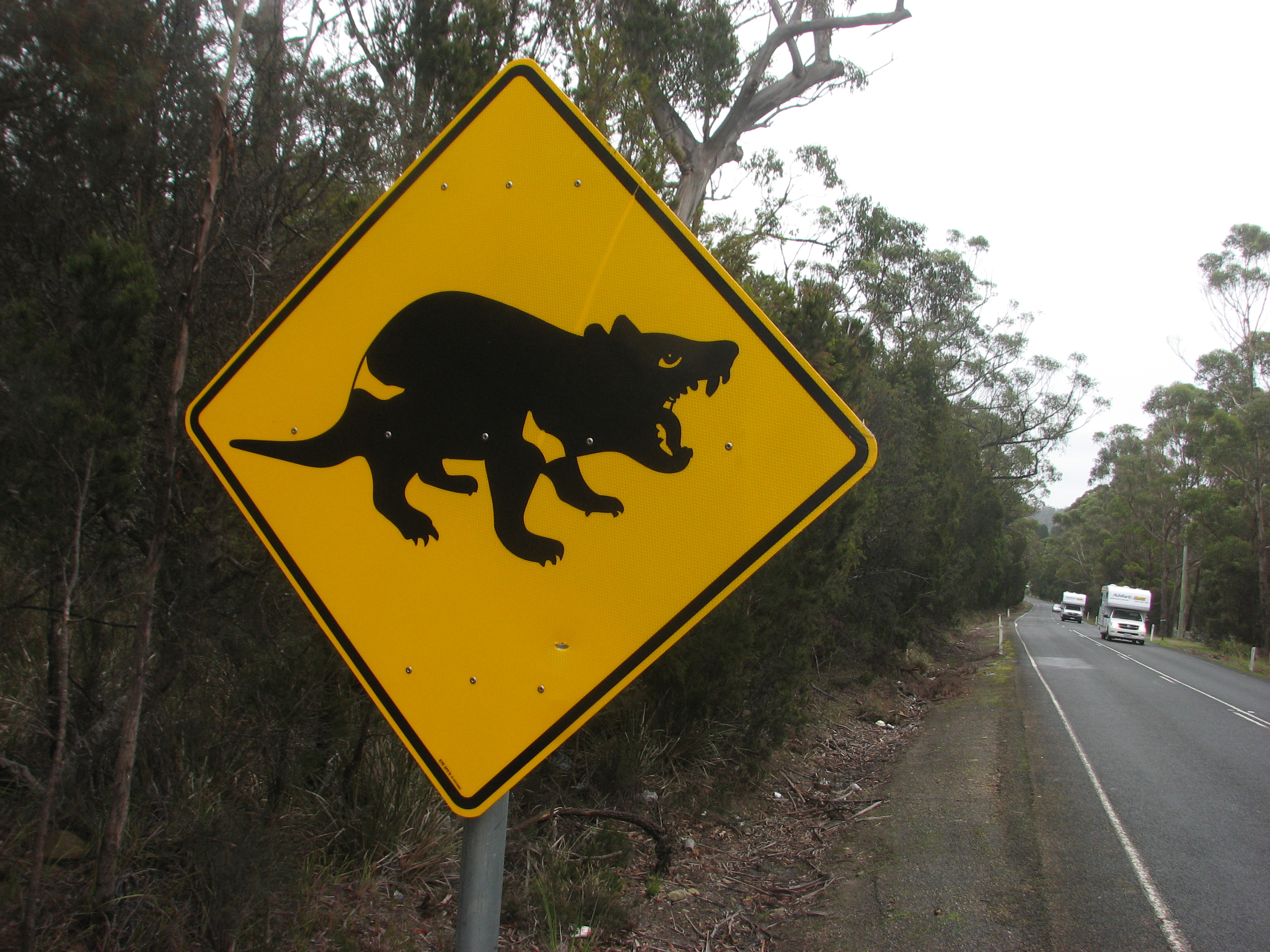
Placa de sinalização rodoviária indicando a presença do diabo-da-tasmânia nas redondezas.

A introdução e o estabelecimento da raposa-vermelha (Vulpes vulpes) na Tasmânia expôs o diabo a um novo e eficiente competidor. A raposa-vermelha tem sido introduzida na Tasmânia desde o início da colonização européia, entretanto, ela nunca se estabeleceu devido à presença do diabo-da-tasmânia. Raposas e diabos possuem tamanho similar, predando os filhotes um do outro. Eles compartilham preferências por tocas e habitats, competindo assim tanto por comida quanto por abrigo. Desde 2001, uma variedade de evidências coletadas indicam um baixo nível populacional de raposas. Embora em baixa densidade, raposas já foram registradas em todas as regiões exceto extremo sul, oeste e noroeste. Coincidentemente, a maioria dos registros ocorreu em áreas onde a doença neoplásica reduziu significativamente as populações de diabos. A raposa não é considerada uma ameaça direta ao diabo, entretanto, ela pode causar problemas na recuperação e no restabelecimento da espécie.
O atropelamento tem sido identificado como uma ameaça a algumas populações da fauna australiana. Os diabos costumam usar as estradas para viagens longas e também são atraídos por elas pelas carcaças de outros animais atropelados. Em 2008, um estudo sugeriu que mais de 3 000 diabos são mortos nas estradas a cada ano, o que pode causar um impacto significativo na população já reduzida. A caça, muito comum no passado, foi reduzida com a proteção oficial de 1941, apesar de ainda continuar até a década de 1990, quando foram concedidas permissões de caça a fazendeiros que reivindicavam o controle populacional nas redondezas das fazendas de criação de ovinos. Estimativas indicam que cerca de 10 000 animais foram mortos por ano na metade da década de 1990, na maioria dos casos ilegalmente.
A perda do habitat, que ocorre desde o início da colonização da ilha, principalmente na área leste, que concentra as maiores densidades populacionais, também é uma ameaça à sobrevivência da espécie. Apesar do diabo ser a espécie menos susceptível a essa ameaça, já que se movimenta muito em busca de alimento e é um generalista em termos de preferência de habitat, pode sofrer indiretamente pela falta de áreas para fazer tocas.

### Estratégias de conservação

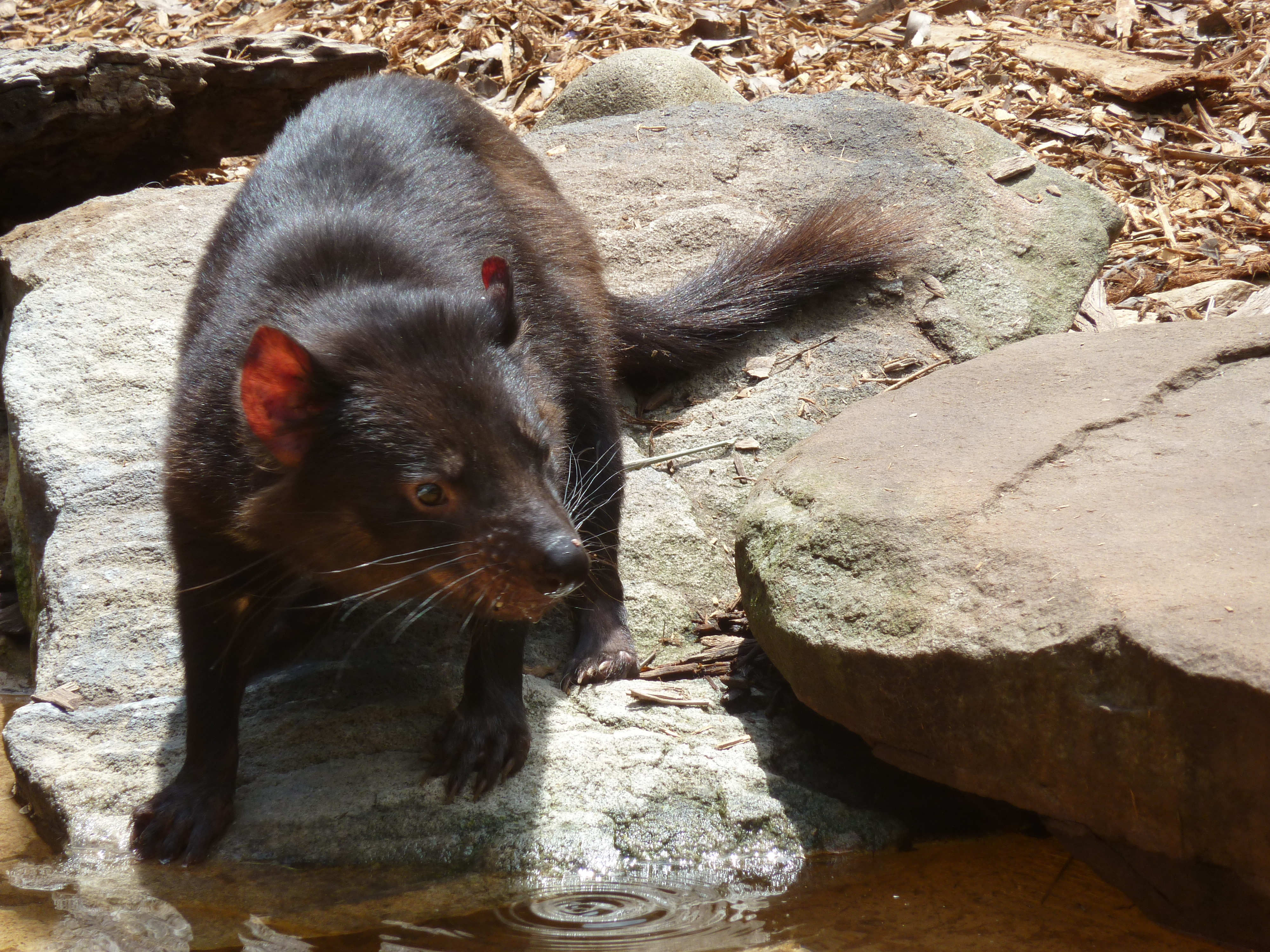
Diabo-da-tasmânia no Symbio Wildlife Park, Helensburgh, Nova Gales do Sul, 2010.

As opções disponíveis para o manejo de uma doença no meio selvagem são limitadas. Um tratamento efetivo contra o tumor facial não foi ainda desenvolvido, mas mesmo que disponível, tratar animais doentes na natureza não é considerada uma estratégia prática. O tratamento pode ser uma opção viável para salvar indivíduos cativos de alto valor genético. Entre as medidas conservativas empregadas estão o estabelecimento de uma população em cativeiro saudável, a remoção de indivíduos doentes e o manejo genético.
Em 2005, iniciou-se um programa de manutenção de uma população saudável em cativeiro com vinte e cinco juvenis coletados em áreas livres da doença e dois animais que existiam em zoológicos do continente. Em janeiro de 2010, o número de animais cativos já chegava a 277, mantidos em zoológicos e reservas tanto na Tasmânia quanto na Austrália continental. A manutenção de demônios na natureza em áreas cercadas da Tasmânia, na Austrália continental ou ilhas costeiras têm sido discutida como uma opção de manejo que assegure que os animais permaneçam ecologicamente funcionais. Entretanto, nenhuma dessas opções foi implementada.
A detecção e remoção (eutanásia) de indivíduos infectados, muitas vezes, pode ser a opção mais viável para o controle de doenças infecciosas em hospedeiros selvagens ameaçados, mas raramente tem sido implementada ou avaliada como uma ferramenta de manejo para a conservação de espécies ameaçadas. Um manejo experimental de supressão da doença começou a ser realizado em 2006 na península de Forestier, uma área onde a doença tinha surgido recentemente e possuía baixa prevalência, e também por restringir o movimento dos animais, já que é conectada ao restante da ilha por uma estreita ponte. A supressão seletiva de todos os indivíduos infectados não diminuiu a taxa de progressão da doença, nem reduziu o impacto sobre a população. A eutanásia simplesmente compensou a mortalidade provocada pela doença. A falha na supressão seletiva foi atribuída à natureza do tumor facial, a seu longo período de latência, ao alto grau de infectividade e à presença de um reservatório críptico ou à migração contínua de animais doentes.
O manejo genético consiste em desenvolver seleção artificial para a resistência, e a subsequente introdução desses animais resistentes nas áreas afetadas. Ainda não há evidência de que indivíduos resistentes existam em qualquer população, sendo assim, essa estratégia permanece como uma opção remota. As populações ocidentais, que ainda não foram afetadas pela doença, mostram alguma diferenciação de microssatélites da população oriental. Se essa diferença também existir nos loci funcionais associados com a resistência da doença, como no MHC, então pode ser que indivíduos com o genótipo resistente existam entre os animais da porção oeste da ilha.

### Cativeiro

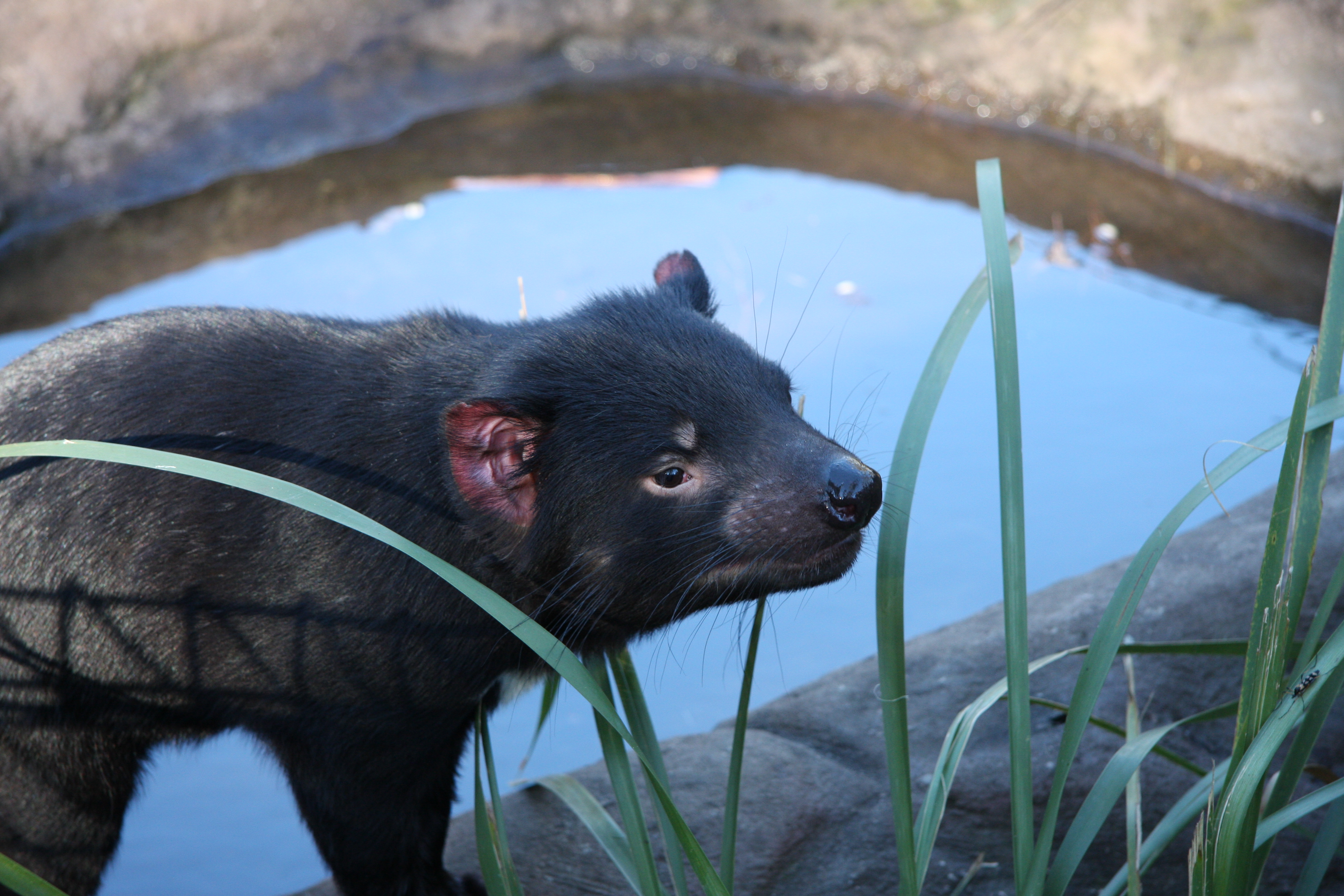
Exemplar em cativeiro no Australian Reptile Park em Somersby, Nova Gales do Sul (2008).

O primeiro registro de diabos-da-tasmânia em cativeiro data de meados de 1810, quando George Harris manteve dois indivíduos presos por alguns meses. Em 1833, já havia exemplares no Zoológico de Londres e, em 1909, no Zoológico de Nova Iorque. Passaram a ser amplamente exibidos em zoológicos da Austrália, a partir da década de 1850, e, ocasionalmente, também no exterior, até o século XX, quando as exportações foram restringidas. O último exemplar fora da Austrália, um macho com 7,5 anos, morreu em 18 de maio de 2004 no Zoológico Infantil de Fort Wayne, Indiana, EUA. Em outubro de 2005, o governo da Tasmânia enviou 4 animais, dois machos e duas fêmeas, ao Zoológico de Copenhague, como presente pelo nascimento do primeiro filho de Frederico, Príncipe Herdeiro da Dinamarca com sua mulher de origem tasmaniana. Estes são os únicos demônios conhecidos fora da Austrália desde então.
A reprodução em cativeiro do diabo tem um sucesso limitado. Em 1914, o Zoológico de Beaumaris, em Hobart, foi o primeiro a ter êxito, e em 1952, o Santuário Healesville, em Vitória, também conseguiu. Existem também registros de sucessos reprodutivos, na década de 1990, na América do Norte - no Zoológico de Cincinnati e no Zoológico de Toronto.

## Aspectos culturais

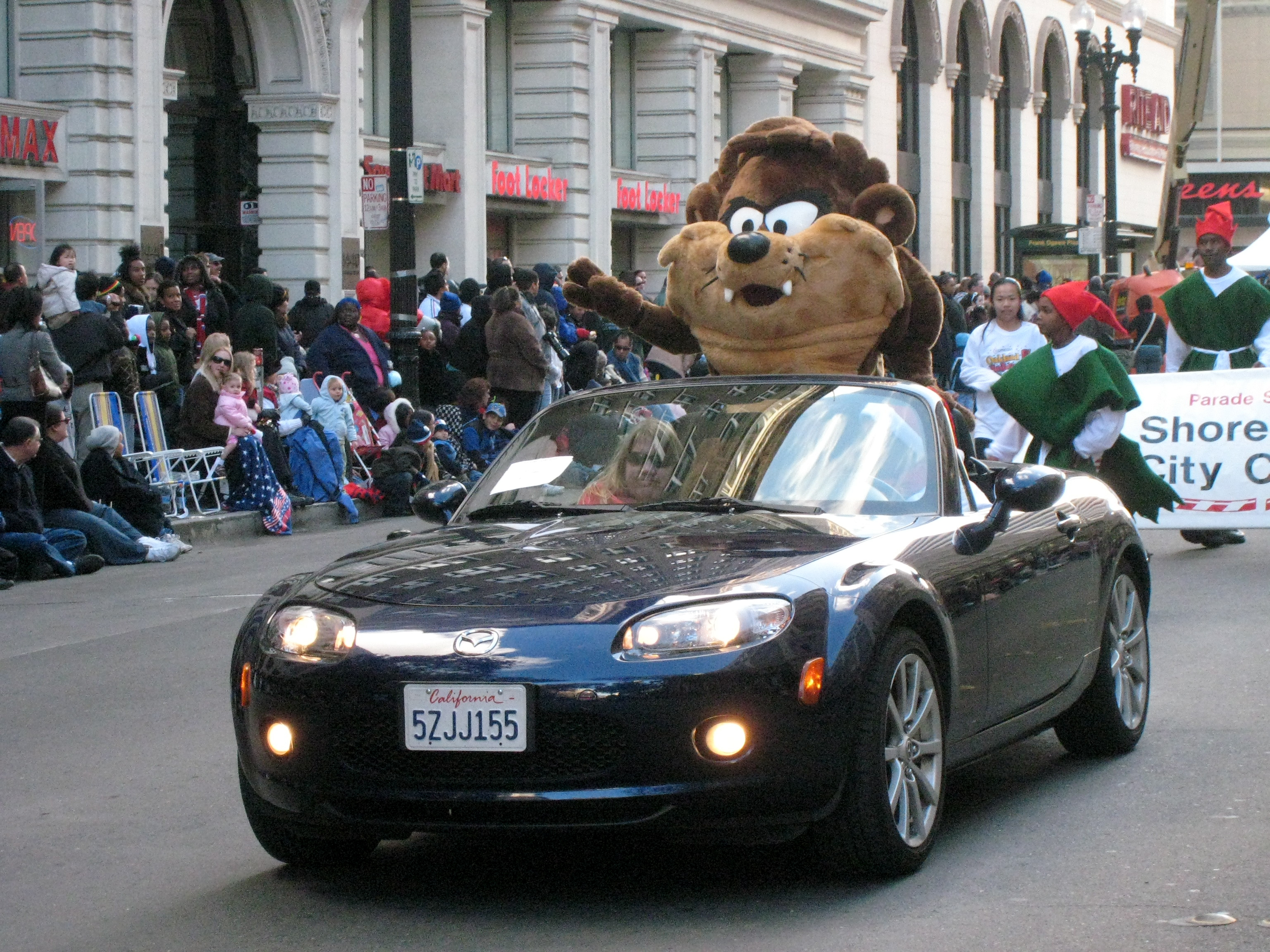
Personagem Taz numa parada na Califórnia.

O diabo-da-tasmânia é um ícone na Austrália, particularmente na Tasmânia, sendo o símbolo do Serviço de Parques e Vida Selvagem da Tasmânia. A espécie também apareceu em várias moedas comemorativas na Austrália no decorrer dos anos. É muito popular entre os turistas e a possibilidade de extinção pode causar danos significativos ao segmento turístico da Austrália.
Devido à sua personalidade única, o diabo tem sido objeto de numerosos documentários e livros de ficção e não ficção para crianças. Em meados da década de 1950, a espécie inspirou os estúdios Warner Bros a criar o personagem  Taz, que figurou nos desenhos Looney Tunes. Inicialmente o personagem apareceu entre 1954 e 1964, sendo retirado do ar, mas voltando na década de 1990, com um desenho só seu, Taz-Mania.
Tuz, um diabo-da-tasmânia com um bico de pinguim, foi o mascote da conferência linux.conf.au realizada em 2009 na cidade de Hobart, que arrecadou quarenta mil dólares australianos, doados para o programa de conservação da espécie. No mesmo ano, Linus Torvalds escolheu o mascote para ser o logo da versão 2.6.29 do núcleo da Linux em apoio aos esforços para salvar o diabo-da-tasmânia da extinção.